# 小野達也
小野 達也（おの たつや、1963年〈昭和38年〉2月23日 - ）は、日本の政治家、会社経営者。元静岡県伊東市長（2期）、元静岡県議会議員（3期）。

## 来歴
東京都中央区に生まれ伊東市に育った。伊東市立西小学校、伊東市立北中学校卒業。静岡県立焼津水産高等学校在学中に父親を亡くす。奨学金制度により水産製造科を卒業。伊東市内の水産加工会社に就職し、5年後の1987年（昭和62年）、株式会社丸達水産を設立した。
2005年（平成17年）7月に行われた静岡県議会議員の補欠選挙に立候補し初当選した。2007年（平成19年）の県議選で落選。2011年（平成23年）当選。2015年（平成27年）公認会計士の日吉雄太を破り再選。県議時代は自由民主党に所属した。
2017年（平成29年）5月21日に行われた伊東市長選挙に自民党・公明党の推薦を得て出馬し、出版情報会社社長の佐藤裕を退けて初当選を果たした。5月29日、市長就任。
※当日有権者数：60,671人 最終投票率：53.92%（前回比：1.14pts）
| 候補者名 | 年齢 | 所属党派 | 新旧別 | 得票数   | 得票率 | 推薦・支持                 |
| -------- | ---- | -------- | ------ | -------- | ------ | -------------------------- |
| 小野達也 | 54   | 無所属   | 新     | 17,128票 | 53.16% | （推薦）自由民主党・公明党 |
| 佐藤裕   | 56   | 無所属   | 新     | 15,090票 | 46.84% |                            |

2021年（令和3年）5月23日に行われた市長選挙で再選。
※当日有権者数：59,014人 最終投票率：44.39%（前回比：9.53pts）
| 候補者名 | 年齢 | 所属党派 | 新旧別 | 得票数   | 得票率 | 推薦・支持                 |
| -------- | ---- | -------- | ------ | -------- | ------ | -------------------------- |
| 小野達也 | 58   | 無所属   | 現     | 16,369票 | 64.47% | （推薦）自由民主党・公明党 |
| 石島明美 | 53   | 無所属   | 新     | 9,021票  | 35.53% |                            |

2025年（令和7年）5月18日、市長選挙が告示され、新図書館の建設を初当選以来公約に掲げている小野と、建設反対を訴える前市議の田久保眞紀がそれぞれ立候補の届出をした。小野は自民党や公明党、連合静岡、観光や建設など約70の組織や団体の推薦を得て組織戦を展開した。同月23日、静岡新聞は終盤情勢を報道。「小野と田久保は激しく競り合ったまま」と記した。25日に投開票が行われ、小野は田久保に敗れた。
※当日有権者数：56,368人 最終投票率：49.65%（前回比：5.26pts）
| 候補者名   | 年齢 | 所属党派 | 新旧別 | 得票数   | 得票率 | 推薦・支持                       |
| ---------- | ---- | -------- | ------ | -------- | ------ | -------------------------------- |
| 田久保眞紀 | 55   | 無所属   | 新     | 14,684票 | 53.23% |                                  |
| 小野達也   | 62   | 無所属   | 現     | 12,902票 | 46.77% | （推薦）自民党・公明党・連合静岡 |

## 市政
- 2020年（令和2年）5月11日、新型コロナウイルス感染症の拡大を受け、自身の給与を6月から2021年（令和3年）3月まで20％減額すると発表した。副市長2人は15％、教育長は10％減額し、捻出した計約641万9千円を感染症対策事業に充てる[10]。同年5月13日、売り上げが減った事業者に最大で20万円の給付金を支給すると発表した[11]。

## 不祥事

### メガソーラー事業者との「確約書」提出事件
2021年、伊東市八幡野で韓国系の業者が主導するメガソーラー計画を巡り、市が出した河川占用不許可処分の取消請求裁判で、係争中であったメガソーラー事業者との間で「控訴棄却の場合は速やかに河川占用を許可する」などの「確約書」を、独断で作成したことが発覚した。これは伊東市建設部の50代職員の仲介で、独断で作成され、係争中の業者と接触したことが問題視され、12月、伊東市政治倫理審査会は市長等の政治倫理に関する条例違反だとする結論を出した、業者との仲介役を果たした職員も処分された。